# Sadibou Sané
Pour les articles homonymes, voir Sané.
Sadibou Sané, né le 10 juin 2004 à Diouloulou au Sénégal, est un footballeur sénégalais évoluant au poste de défenseur central au FC Metz.

## Biographie

### En club
Né à Diouloulou au Sénégal, Sadibou Sané est formé à Abéné Diabancounda Foot puis par l'académie Génération Foot. Il rejoint le 22 juillet 2023 le FC Metz, club partenaire de Génération Foot, en compagnie notamment d'Ibou Sané, avec lequel il n'a aucun lien de parenté. Il signe un contrat de cinq ans, soit jusqu'en juin 2028.
Sané joue son premier match en professionnel le 3 septembre 2023, à l'occasion d'une rencontre de championnat face au Stade de Reims. Il est titularisé et les deux équipes se neutralisent ce jour-là,. Le 5 janvier 2024, il marque son premier but en professionnel lors d'une rencontre de coupe de France face au Clermont Foot 63. Titulaire, il ouvre le score sur une frappe à l'entrée de la surface, servi par Arthur Atta. Clermont parvient toutefois à égaliser et s'imposer après une séance de tirs au but,. Il devient ainsi le trentième joueur sénégalais à marquer un but pour le FC Metz après l'an 2000.

### En sélection
Sadibou Sané représente notamment l'équipe du Sénégal des moins de 20 ans.

## Statistiques
| Saison                | Club                  | Championnat           | Championnat | Championnat | Championnat | Coupe nationale | Coupe nationale | Coupe nationale | Coupe de la Ligue | Coupe de la Ligue | Coupe de la Ligue | Play-offs | Play-offs | Play-offs | Total | Total | Total |
| Saison                | Club                  | Division              | M.          | B.          | P.d.        | M.              | B.              | P.d.            | M.                | B.                | P.d.              | M.        | B.        | P.d.      | M.    | B.    | P.d.  |
| 2023-2024             | FC Metz               | Ligue 1               | 14          | 0           | 0           | 1               | 1               | 0               | -                 | -                 | -                 | 2         | 0         | 0         | 17    | 1     | 0     |
| 2024-2025             | FC Metz               | Ligue 2               | 25          | 0           | 0           | 2               | 1               | 0               | -                 | -                 | -                 | 3         | 0         | 0         | 30    | 1     | 0     |
| 2025-2026             | FC Metz               | Ligue 1               | 1           | 0           | 0           | -               | -               | -               | -                 | -                 | -                 | -         | -         | -         | 1     | 0     | 0     |
| Sous-total            | Sous-total            | Sous-total            | 40          | 0           | 0           | 3               | 2               | 0               | -                 | -                 | -                 | 5         | 0         | 0         | 48    | 2     | 0     |
| Total sur la carrière | Total sur la carrière | Total sur la carrière | 40          | 0           | 0           | 3               | 2               | 0               | -                 | -                 | -                 | 5         | 0         | 0         | 48    | 2     | 0     |